# 西渡站 (湖南省)
西渡站，位于中华人民共和国湖南省衡阳市衡阳县西渡镇，是怀衡铁路上的火车站，于2018年12月26日启用，由中国铁路广州局集团有限公司管辖。

## 歷史
- 2018年12月26日启用。

## 外部連結
- 中国铁路客户服务中心（页面存档备份，存于）